# Salmonella enterica subsp. enterica
Sous-espèce
Salmonella enterica subsp. enterica est une sous-espèce de Salmonella enterica, une bactérie le plus souvent flagellée classée parmi les bacilles à Gram négatif. La plupart des sérovars pathogènes de S. enterica appartiennent à cette sous-espèce.

## Liste des variétés et non-classés
Selon NCBI (5 janvier 2022) : 
- variété Salmonella enterica subsp. enterica serovar Uganda var. 15+
- non-classé Salmonella enterica subsp. enterica serovar -:r:1,5
- non-classé Salmonella enterica subsp. enterica serovar 1,3,19:g,m,t:-
- non-classé Salmonella enterica subsp. enterica serovar 1,4,12:i:-
- non-classé Salmonella enterica subsp. enterica serovar 1,4,[5],12:i:-
- non-classé Salmonella enterica subsp. enterica serovar 11:r:-
- non-classé Salmonella enterica subsp. enterica serovar 13,23:b:-
- non-classé Salmonella enterica subsp. enterica serovar 13,23:i:-
- non-classé Salmonella enterica subsp. enterica serovar 16:b:-
- non-classé Salmonella enterica subsp. enterica serovar 16:l,v:- 2
- non-classé Salmonella enterica subsp. enterica serovar 2,12:-:1,5
- non-classé Salmonella enterica subsp. enterica serovar 3,10[15][15,34]:e,h:-
- non-classé Salmonella enterica subsp. enterica serovar 3,[10],[15]:r:-
- non-classé Salmonella enterica subsp. enterica serovar 4,5,12,27:-
- non-classé Salmonella enterica subsp. enterica serovar 4,5,12:r:-
- non-classé Salmonella enterica subsp. enterica serovar 4,[5],12,[27]:-
- non-classé Salmonella enterica subsp. enterica serovar 4,[5],12,[27]:-:1,2
- non-classé Salmonella enterica subsp. enterica serovar 4,[5],12,[27]:d:-
- non-classé Salmonella enterica subsp. enterica serovar 4,[5],12,[27]:e,h:-
- non-classé Salmonella enterica subsp. enterica serovar 4,[5],12:d:-
- non-classé Salmonella enterica subsp. enterica serovar 4,[5],12:i-
- non-classé Salmonella enterica subsp. enterica serovar 44:z10:1,7
- non-classé Salmonella enterica subsp. enterica serovar 47:z4,z23:-
- non-classé Salmonella enterica subsp. enterica serovar 4:-:1,2
- non-classé Salmonella enterica subsp. enterica serovar 4:12:b4
- non-classé Salmonella enterica subsp. enterica serovar 4:a:-
- non-classé Salmonella enterica subsp. enterica serovar 4:b:-
- non-classé Salmonella enterica subsp. enterica serovar 4:i:-
- non-classé Salmonella enterica subsp. enterica serovar 51:z:1,5
- non-classé Salmonella enterica subsp. enterica serovar 6,14:r:1,5
- non-classé Salmonella enterica subsp. enterica serovar 6,7,14:k:-
- non-classé Salmonella enterica subsp. enterica serovar 6,7,[14]:-:1,5
- non-classé Salmonella enterica subsp. enterica serovar 6,7,[14]:r:-
- non-classé Salmonella enterica subsp. enterica serovar 6,7:e,h:-
- non-classé Salmonella enterica subsp. enterica serovar 6,7:g,m,s:e,n,z15
- non-classé Salmonella enterica subsp. enterica serovar 6,8,20:-:1,5
- non-classé Salmonella enterica subsp. enterica serovar 6,8,20:d-
- non-classé Salmonella enterica subsp. enterica serovar 6,8,[20]:e,h-
- non-classé Salmonella enterica subsp. enterica serovar 6,8:d:-
- non-classé Salmonella enterica subsp. enterica serovar 7:d:z35
- non-classé Salmonella enterica subsp. enterica serovar 8:i:-
- non-classé Salmonella enterica subsp. enterica serovar 9,12-:1,5
- non-classé Salmonella enterica subsp. enterica serovar 9,12:-
- non-classé Salmonella enterica subsp. enterica serovar 9,12:-:1,5
- non-classé Salmonella enterica subsp. enterica serovar 9,46:[g,t]:-
- non-classé Salmonella enterica subsp. enterica serovar 9,46:g,[s],t:-
- non-classé Salmonella enterica subsp. enterica serovar Amsterdam var. 15+,34+
- non-classé Salmonella enterica subsp. enterica serovar Arkansas
- non-classé Salmonella enterica subsp. enterica serovar Cairina
- non-classé Salmonella enterica subsp. enterica serovar Chittagong
- non-classé Salmonella enterica subsp. enterica serovar Chomedey
- non-classé Salmonella enterica subsp. enterica serovar Clackamas
- non-classé Salmonella enterica subsp. enterica serovar Claibornei
- non-classé Salmonella enterica subsp. enterica serovar Clanvillian
- non-classé Salmonella enterica subsp. enterica serovar Coleypark
- non-classé Salmonella enterica subsp. enterica serovar Colorado
- non-classé Salmonella enterica subsp. enterica serovar Coquilhatville
- non-classé Salmonella enterica subsp. enterica serovar Cotham
- non-classé Salmonella enterica subsp. enterica serovar Crewe
- non-classé Salmonella enterica subsp. enterica serovar Cuckmere
- non-classé Salmonella enterica subsp. enterica serovar Cullingworth
- non-classé Salmonella enterica subsp. enterica serovar Curacao
- non-classé Salmonella enterica subsp. enterica serovar Lanka
- non-classé Salmonella enterica subsp. enterica serovar Lexington var. 15+
- non-classé Salmonella enterica subsp. enterica serovar O Rough:a:-
- non-classé Salmonella enterica subsp. enterica serovar Omderman
- non-classé Salmonella enterica subsp. enterica serovar Rough O:-:-
- non-classé Salmonella enterica subsp. enterica serovar Rough O:c:z
- non-classé Salmonella enterica subsp. enterica serovar Rough O:k:1,5
- non-classé Salmonella enterica subsp. enterica serovar Rough O:r:1,5
- non-classé Salmonella enterica subsp. enterica serovar Rough O:z4,z23:
- non-classé Salmonella enterica subsp. enterica serovar Rough O:z4,z23:-
- non-classé Salmonella enterica subsp. enterica serovar Rough:-
- non-classé Salmonella enterica subsp. enterica serovar Rough:b:1,2
- non-classé Salmonella enterica subsp. enterica serovar Rough:e,h:1,2
- non-classé Salmonella enterica subsp. enterica serovar Rough:g,m:-
- non-classé Salmonella enterica subsp. enterica serovar Rough:g,s,t:-
- non-classé Salmonella enterica subsp. enterica serovar Rough:i:1,2
- non-classé Salmonella enterica subsp. enterica serovar Rough:r:-
- non-classé Salmonella enterica subsp. enterica serovar Rough:r:1,5
- non-classé Salmonella enterica subsp. enterica serovar Rough:z10:e,n,z15
- non-classé Salmonella enterica subsp. enterica serovar SI Rough:r:1,5
- non-classé Salmonella enterica subsp. enterica serovar Thomasville
- non-classé Salmonella enterica subsp. enterica serovar Uccle
- non-classé Salmonella enterica subsp. enterica serovar Ughelli
- non-classé Salmonella enterica subsp. enterica serovar Ullevi
- non-classé Salmonella enterica subsp. enterica serovar Umbadah
- non-classé Salmonella enterica subsp. enterica serovar Uppsala
- non-classé Salmonella enterica subsp. enterica serovar Utah
- non-classé Salmonella enterica subsp. enterica serovar Uzaramo
- non-classé Salmonella enterica subsp. enterica serovar Vaertan
- non-classé Salmonella enterica subsp. enterica serovar Vanier
- non-classé Salmonella enterica subsp. enterica serovar Veneziana
- non-classé Salmonella enterica subsp. enterica serovar Victoria
- non-classé Salmonella enterica subsp. enterica serovar Vietnam
- non-classé Salmonella enterica subsp. enterica serovar Vinohrady
- non-classé Salmonella enterica subsp. enterica serovar Vitkin
- non-classé Salmonella enterica subsp. enterica serovar Volkmarsdorf
- non-classé Salmonella enterica subsp. enterica serovar Vom
- non-classé Salmonella enterica subsp. enterica serovar Vuadens
- non-classé Salmonella enterica subsp. enterica serovar Wa
- non-classé Salmonella enterica subsp. enterica serovar Waral
- non-classé Salmonella enterica subsp. enterica serovar Warnow
- non-classé Salmonella enterica subsp. enterica serovar Warragul
- non-classé Salmonella enterica subsp. enterica serovar Wedding
- non-classé Salmonella enterica subsp. enterica serovar Welikade
- non-classé Salmonella enterica subsp. enterica serovar Wentworth
- non-classé Salmonella enterica subsp. enterica serovar Wernigerode
- non-classé Salmonella enterica subsp. enterica serovar Westeinde
- non-classé Salmonella enterica subsp. enterica serovar Westminster
- non-classé Salmonella enterica subsp. enterica serovar Weston
- non-classé Salmonella enterica subsp. enterica serovar Weybridge
- non-classé Salmonella enterica subsp. enterica serovar Wichita
- non-classé Salmonella enterica subsp. enterica serovar Windermere
- non-classé Salmonella enterica subsp. enterica serovar Wingrove
- non-classé Salmonella enterica subsp. enterica serovar Winterthur
- non-classé Salmonella enterica subsp. enterica serovar Woodhull
- non-classé Salmonella enterica subsp. enterica serovar Woodinville
- non-classé Salmonella enterica subsp. enterica serovar Wyldegreen
- non-classé Salmonella enterica subsp. enterica serovar Yarrabah
- non-classé Salmonella enterica subsp. enterica serovar Yolo
- non-classé Salmonella enterica subsp. enterica serovar Yoruba
- non-classé Salmonella enterica subsp. enterica serovar Zega
- non-classé Salmonella enterica subsp. enterica serovar Zongo
- non-classé Salmonella enterica subsp. enterica serovar [1],13,23:g,z51:-
- non-classé Salmonella enterica subsp. enterica serovar [5],12,[27]:d:-